# (810) Atossa
(810) Atossa (1915 XQ) – planetoida z grupy pasa głównego asteroid.

## Odkrycie
Została odkryta 8 września 1915 roku w Landessternwarte Heidelberg-Königstuhl, w Heidelbergu przez Maxa Wolfa. Nazwa pochodzi od Atossy, starożytnej królowej perskiej, żony Dariusza I a córki Cyrusa Wielkiego.

## Orbita
(810) Atossa okrąża Słońce w ciągu 3 lat i 80 dni w średniej odległości 2,18 au. Należy do rodziny planetoidy Flora nazywanej też czasem rodziną Ariadne.